# Orphanage
Gli Orphanage sono stati un gruppo musicale gothic metal olandese.

## Storia del  gruppo
Hanno pubblicato 4 album per Nuclear Blast e DSFA Records. Ad ottobre 2005 la band ha annunciato lo scioglimento. Vi era un gemellaggio tra la band olandese e i Within Temptation, con i quali i membri del gruppo hanno ancora collaborazioni nonostante lo scioglimento.
Stephen van Haestregt, primo batterista del complesso, è stato nei Within Temptation dal 2002 al 2011.
Dopo lo scioglimento del gruppo, tre membri degli Orphanage entrarono in una nuova band, i Delain.

## Formazione

### Ultima
- Rosan van der Aa – voce
- George Oosthoek – voce death
- Theo Holsheimer – chitarra
- Marcel Verdurmen – chitarra
- Guus Eikens – chitarra, tastiere, cori
- Remko van der Spek – basso
- Sureel – batteria

### Altri componenti
- Martine van Loon – voce
- Lex Vogelaar – chitarra
- Eric Hoogendoorn – basso
- Jules Vleugels – batteria
- Erwin Polderman – batteria
- Lasse Dellbrügge – tastiere
- Stephen van Haestregt – batteria

## Discografia

### Demo
- 1993 - Morph
- 1994 - Druid

### Album in studio
- 1995 - Oblivion
- 1996 - By Time Alone
- 2000 - Inside
- 2004 - Driven

### EP
- 1997 - At the Mountains of Madness EP
- 2003 - The Sign Tour EP